# کوتانارخ
کوتانارخ (به لاتین: Kotanarx) یک منطقه مسکونی در جمهوری آذربایجان است که در شهرستان آق‌داش واقع شده است. کوتاناراخ ۱۰۵۰ نفر جمعیت دارد.